# Bruce Ruffin (glazbenik)
Bruce Ruffin (Saint Catherine Parish, Jamajka, 17. veljače 1952.) je rocksteady i reggae glazbenik.
Karijeru je počeo pjevajući s Byronom Leejem & the Dragonairesima. Ondje se kratko zadržao. Već 1967. se pridružio sastavu The Techniques, jednom od nekoliko uspješnih rocksteady vokalnih sastava kasnih 1960-ih. U tom je sastavu pjevao zajedno uz Pata Kellyja, Winstona Rileya i Juniora Mennsa. Bio je jedan od nekolicine talentiranih pjevača koji je prošao kroz The Techniquese. Za razliku od ostalih, njegov je boravak obilježilo nekoliko hitova koje je napisao. Najpoznatiji je Love Is Not a Gamble.
Nemiran po naravi, napustio je The Techniquese godinu poslije, vrativši se 1969. kao samostalni glazbenik zataktnom reggae pjesmom Long About Now.
Njegov najveći uspjeh je došao 1970-ih kad je djelovao kao reggae-pop samostalni umjetnik i tekstopisac. Nastavio je snimati s brojnim glazbenim producentima (Leslie Kong, Herman Chin Loy, Lloyd Charmers) postigavši uspjehe obradama starijih hitova, među ostalim Cecilie Paula Simona.  Ipak, skladba Joséa Feliciana Rain je bila ta koja je dala zamah njegovoj samostalnoj karijeri. Snimio ju je za Trojan Records. Bila je brojem 19 u Uj. Kraljevstvu 1971. godine - B-strana je bila karaoke uspješnica Geronimo.
Godine 1972. je osigurao crossover hitom Mad About You, na kojem su se pojavili neobični aranžmani pozadinskih vokala i žičanih glazbala. Objavila ga je diskografska kuća Rhino (ne miješati ju s Rhino Recordsom), davši mu njegov najprodavaniji hit, koji je došao do broja 9 na ljestvici singlova u Uj. Kraljevstvu. - tim je konačno postavilo smjer njegove karijere. Ostatak desetljeća je nastavio izdavati "polirani" reggae-pop koji je imao odano slušateljstvo u Uj. Kraljevstvu i kontinentalnoj Europi. Do 1980-ih se usredotočio na pisanje i izdavanje. Vremenom je napustio glazbu i studirao pravo, postavši pravnim savjetnikom inim reggae glazbenicima.

## Vanjske poveznice
- Bruce Ruffin  Arhivirana inačica izvorne stranice od 30. ožujka 2018. (Wayback Machine)
- Allmusic Bruce Ruffin